# EPIC-Format

Das EPIC-Format (Embedded Platform for Industrial Computing) ist eine Bauform einer kleinen Hauptplatine für Einplatinencomputer die 2004 eingeführt wurde. Die Platinen messen 115 mm × 165 mm (189,8 cm²) bzw. 4,528 Zoll × 6,496 Zoll (29,4 Zoll²).
Der Formfaktor liegt somit zwischen den Standards ETX und Embedded Board eXpandable (EBX). Es unterstützte sowohl PC/104- als auch PC/104-Plus-Erweiterungen, für die Hunderte von I/O-Modulen verfügbar waren. I/O-Anschlüsse können entweder Stiftleisten oder PC-Anschlüsse sein. Der Standard stellt spezifische I/O-Zonen zur Implementierung von Funktionen wie Ethernet, seriellen Ports, digitalen und analogen I/O, Video, Wireless und verschiedenen anwendungsspezifischen Schnittstellen bereit. Es unterstützte auch serielle Busse wie PCI Express.